# Mogera robusta
Mogera robusta is een zoogdier uit de familie van de mollen (Talpidae). De wetenschappelijke naam van de soort werd voor het eerst geldig gepubliceerd door Nehring in 1891.

## Voorkomen
De soort komt voor in China, Noord-Korea, Zuid-Korea en Rusland.